# Ambasciata d'Italia a Sofia
L'Ambasciata d'Italia a Sofia è la missione diplomatica della Repubblica Italiana nella Repubblica di Bulgaria.

## Sede storica
Il palazzo, sede della missione diplomatica italiana in Bulgaria, venne costruito nel 1883 per volontà del barone Rüdiger von Biegeleben, nominato agente diplomatico a Sofia nel 1881. Fra i primi problemi che si presentarono al Barone, una volta giunto nella ricostruenda capitale del Regno di Bulgaria, vi era infatti quello di cercare una sede diplomatica all'altezza della monarchia asburgica. Edifici adatti non esistevano nella Sofia dell'epoca. Il Ministero degli Affari Esteri austriaco, però, non era affatto intenzionato a costruire un edificio ex novo. Dati i buoni rapporti fra la famiglia Biegeleben ed il nuovo sovrano bulgaro Alessandro Battenberg, il Barone decise di costruire l'edificio a sue spese, comunicandolo al sovrano. Quest'ultimo decise di fornire il terreno per il nascituro palazzo. Biegeleben trovò in Peter Paul Brang "un architetto austriaco veramente affidabile ed onesto". Una volta approvato il progetto, i lavori ebbero inizio il 14 aprile del 1882, per terminare nell'inverno dell'anno successivo
Negli anni a seguire, il terreno appartenente al Governo dell’Impero austro-ungarico si espanse ulteriormente e nel 1908 comprendeva ormai lo spazio attuale, delimitato dalle Vie Shipka e Parizh, dal boulevard Tzar Osvoboditel e confinante con il terreno dell’allora Legazione del Regno d’Italia (attuale sede dell’Ambasciata austriaca). Nel 1908 l’Architetto Ludwig Richter progettò la ricostruzione del Palazzo – che assunse l’aspetto attuale - e la nuova facciata nord dell’Ambasciata, che dà su Via Shipka, 2 (attuale ingresso della Cancelleria dell’Ambasciata d’Italia).
Il 14 novembre 1918, al termine della prima guerra mondiale, una parte dell'edificio, già abbandonato dai funzionari austro-ungarici, venne occupato dal Generale Mabelli, della Missione militare italiana, e dal Ministro Plenipotenziario Barone Aliotti. Il 14 febbraio del 1925 lo Stato italiano ed il nascente Stato austriaco si accordarono nello scambiare le rispettive ambasciate. In questo modo, l'Italia divenne proprietaria del terreno e dell'edificio attuale, mentre la legazione austriaca si trasferì nell'ex edificio della missione diplomatica italiana, costruito nel 1905-1910 in stile neo-rinascimentale veneziano su progetto dell'architetto Enrico Bovio.